# 德羅基亞區
德羅基亞區（羅馬尼亞語：Raionul Drochia）是摩爾多瓦北部的一個區。面積769平方公里。2004年人口87,092人，首府德羅基亞。